# Aghireşu
Aghireşu er en kommune i Transsylvanien i Rumænien, distrikt Cluj, med 7.173 indbyggere.